# Grubbiaceae
Grubbiaceae — родина квіткових рослин, ендемічних для Капського флористичного регіону ПАР. Родина включає п'ять видів шкірястолистих чагарників у двох родах, Grubbia і Strobilocarpus.